# Federico Ysart
Federico Ysart Alcover (El Astillero, Cantabria, 1941) es un periodista español.

## Biografía
Licenciado en Ciencias Políticas y periodista, su andadura profesional se inicia en el desaparecido Diario Madrid. Sucesivamente se incorporará a la Cadena SER, a la revista Cambio 16 (hasta 1982) y a Televisión española, donde dirigió los programas Diálogos institucionales (1978), El compromiso de la libertad (1982), Los poderes del pueblo (1982). 
Durante la Transición española se implicó en el proyecto de Gobierno de Adolfo Suárez. Afiliado a UCD, ejerció diversos cargos durante los Gobiernos de Suárez, como el de asesor de la vicepresidencia del Gobierno para Asuntos Políticos (1977-1978), Fernando Abril Martorell y el de Subsecretario de la Vicepresidencia 1979 y 1980. Posteriormente continuó junto a Suárez cuando éste fundó el Centro Democrático y Social, partido por el que fue Diputado en la III Legislatura (1986-1989).
También ha sido profesor adjunto de Teoría de la Comunicación en la Facultad de Ciencias de la Información de la Universidad Complutense de Madrid. 
Columnista habitual en los diarios La Gaceta de los Negocios y ABC, tras ejercer la jefatura de los servicios de comunicación del Banco de Santander, ha sido nombrado además director del Observatorio de Análisis de Tendencias de la Fundación M. Botín.
Está casado con la también periodista Consuelo Álvarez de Toledo.

## Libros publicados
- España y los judíos en la Segunda Guerra Mundial (1973).
- Quién hizo el cambio (1984).